# قوس ماركوس أوريليوس

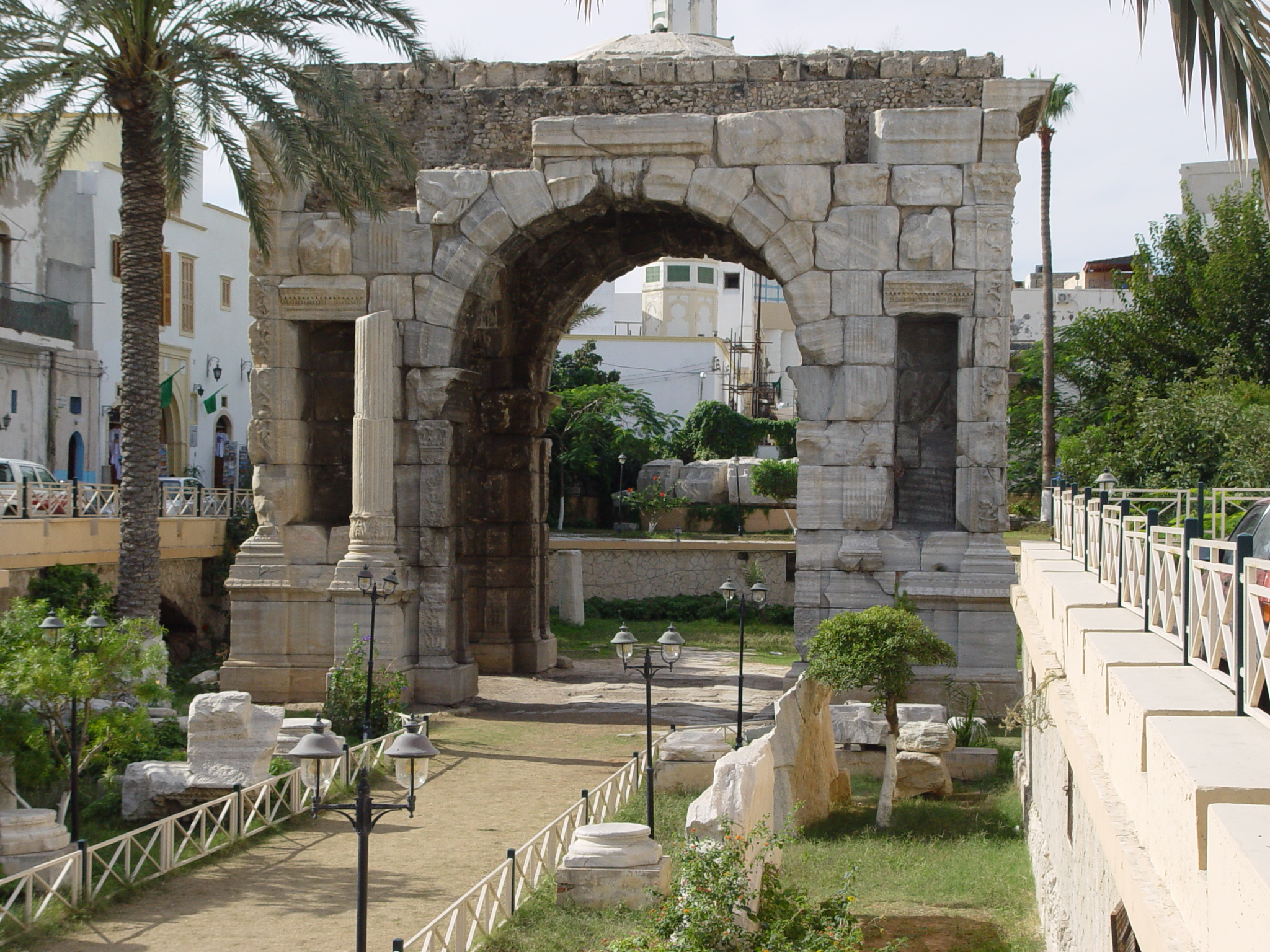
قوس ماركوس أوريليوس

قوس ماركوس أوريليوس في مدينة طرابلس عاصمة ليبيا. هو قوس لتخليد ذكرى الإمبراطور الروماني ماركوس أوريليوس، والذي حكم في الفترة بين عامي (161 - 180).
يجذب القوس أعدادا من السياح، ويعد الأثر الروماني الوحيد المتبقي في مدينة طرابلس.
ويقع القوس في حي باب البحر الواقع في شمال المدينة القديمة ويقابل شارع الفرنسيس في المدينة القديمة ويجاوره جامع قرجي القديم.
ويعد أحد الآثار الرومانية المنتشرة في ليبيا. تم تشييد القوس في سنة 163. ويرى الباحثون أن اتجاهات أبواب قوس الإمبراطور الروماني ماركوس أوريليوس تمثل أنقاض المدينة الفينيقية القديمة والتي بنيت على أنقاضها المدينة الرومانية.

## معرض صور

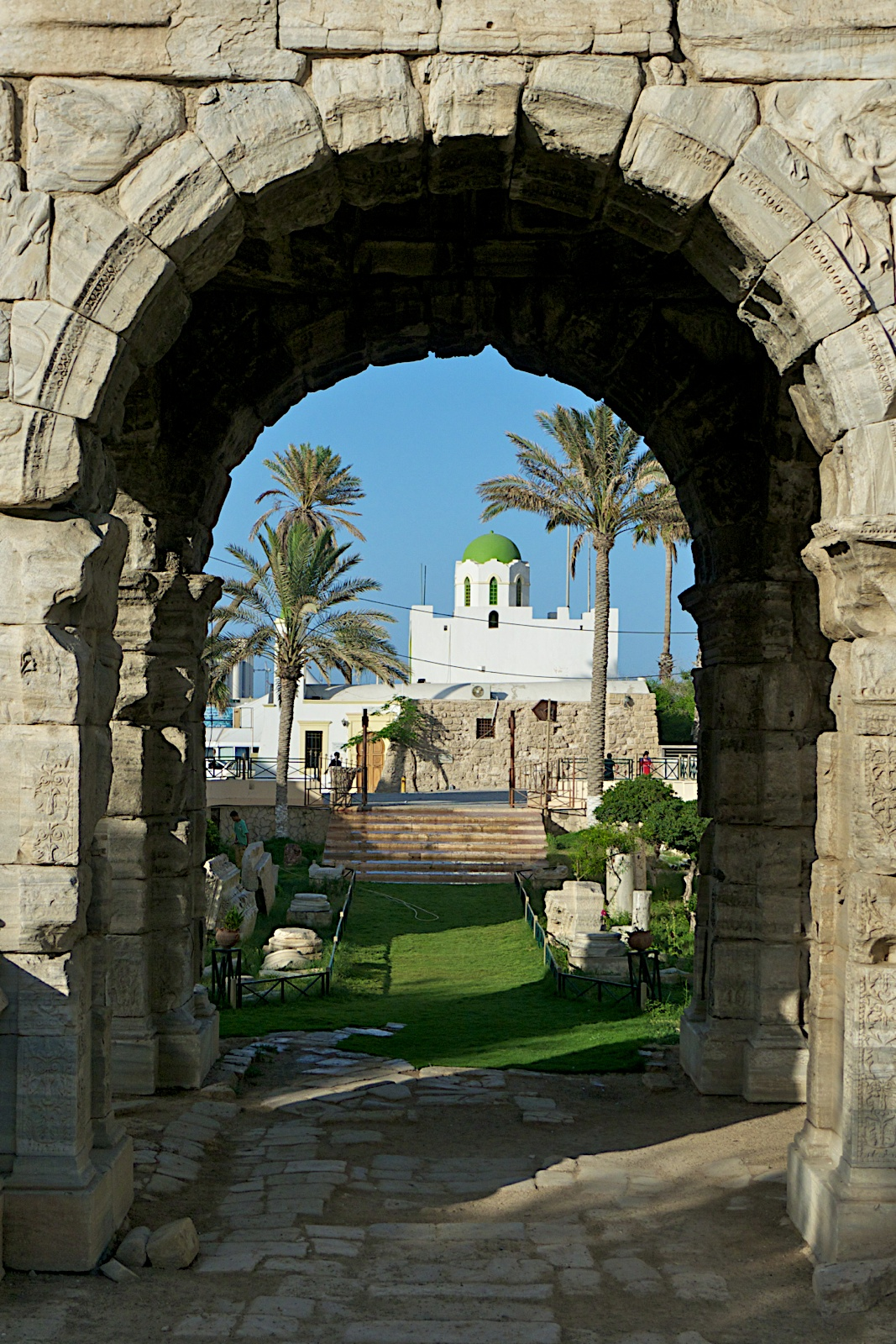
قوس ماركوس أوريليوس
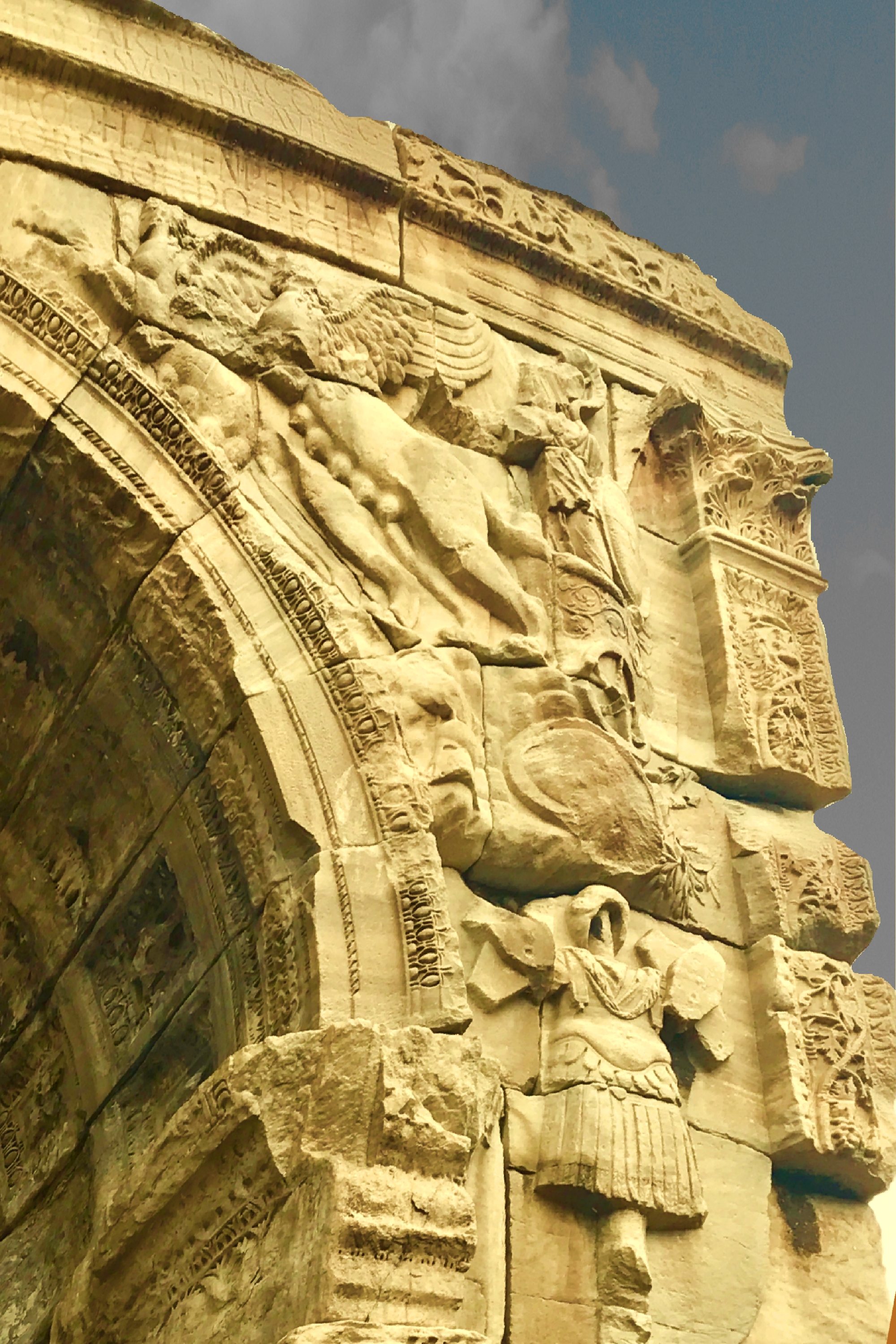
زاوية قريبة للقوس
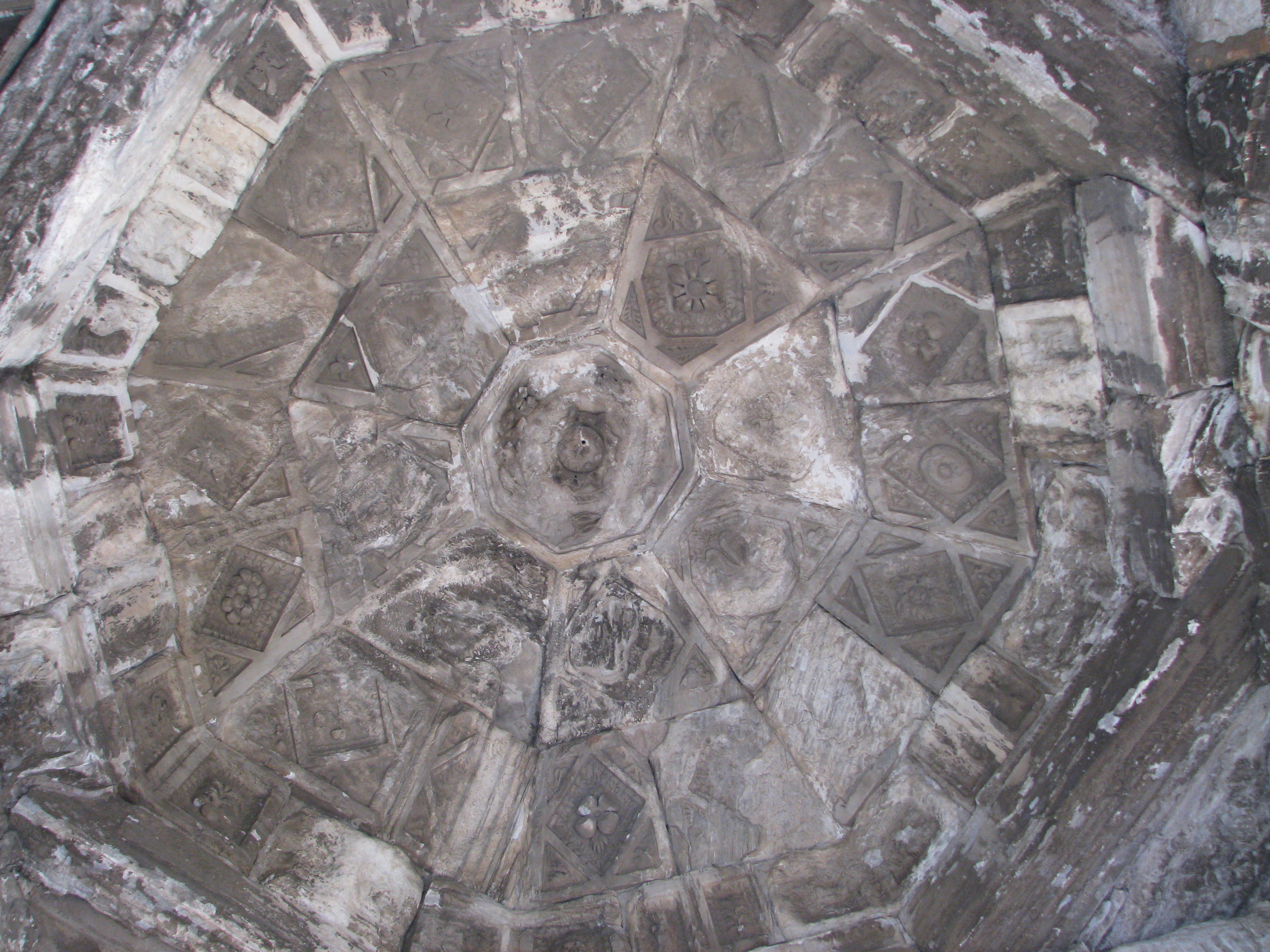
لقطة للسقف
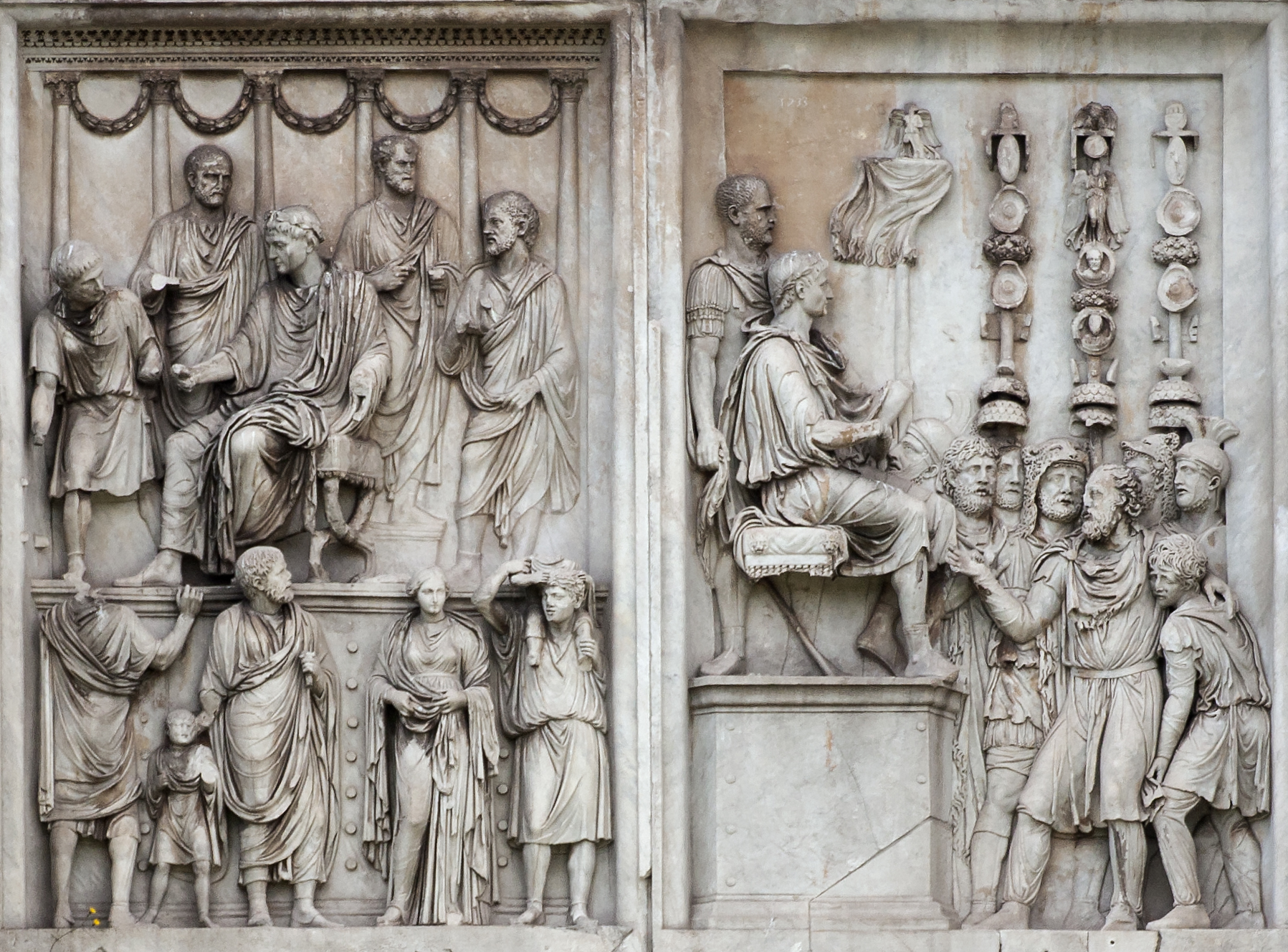
آثار منحوتات القوس
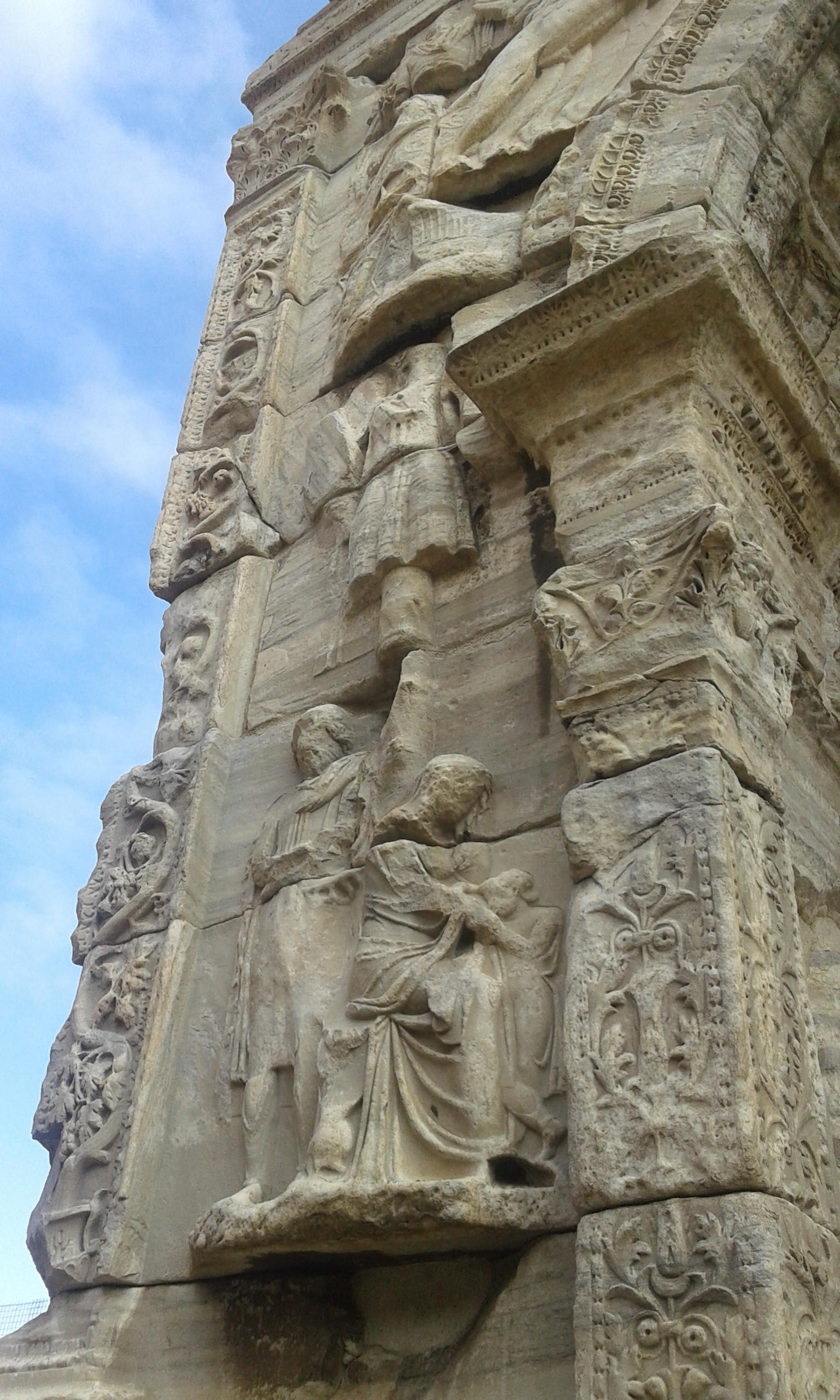
أحد جوانب القوس
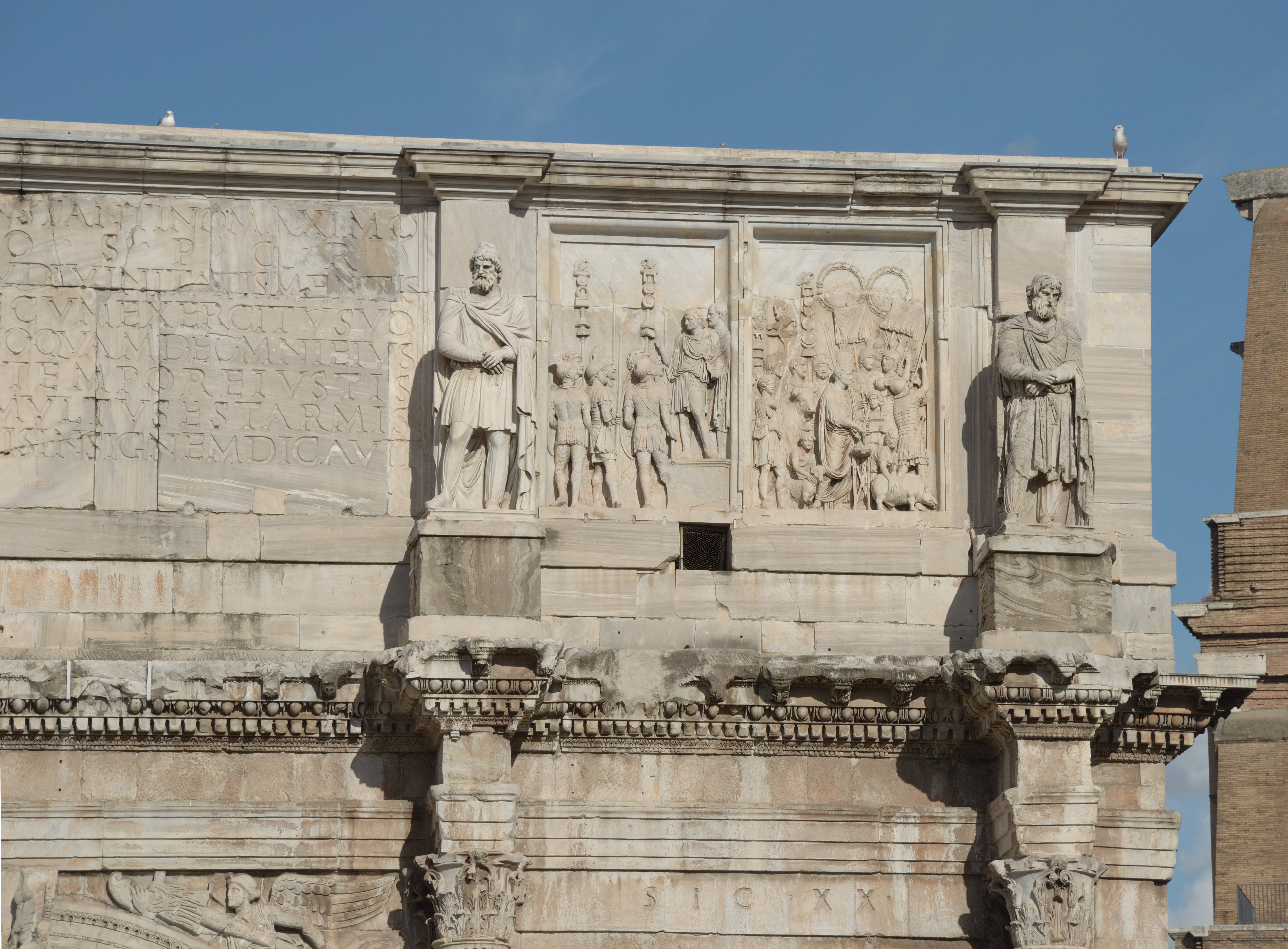
أعلى يمين القوس

## أنظر أيضا
- حمامات هادريان
- قوس نصر سيبتيموس سيفيروس
- قصر البنات